# Galaxias vulgaris
Espèce
Statut de conservation UICN

 LC  : Préoccupation mineure
Galaxias vulgaris est une espèce de poissons d'eau douce de la famille des Galaxiidae.

## Répartition et habitat
Ce poisson est endémique de Nouvelle-Zélande. Il se rencontre dans les rivières et les ruisseaux de la région du Canterbury sur l'Ile du Sud (à l'exception de la Péninsule de Banks) et dans l'est de l'Otago. La répartition va de faible à haute altitude dans les eaux peu profondes des rivières et des ruisseaux. Il ne se trouve plus beaucoup dans les systèmes fluviaux plus importants en raison de la prédation découlant de l'introduction de truites des espèces Oncorhynchus mykiss (truite arc-en-ciel) et Salmo trutta (truite).
L'habitat de prédilection de Galaxias vulgaris sont les sections de ruisseaux à courant rapide qui sont bien aérées et qui coulent dans les prairies ouvertes. Là, ils vivent dans les zones entre et sous les rochers au cours de la journée et peuvent s'aventurer dans les zones plus ouvertes pour s'alimenter durant la soirée et la nuit. Galaxias vulgaris est généralement solitaire et nocturne. C'est l'un des principaux prédateurs des invertébrés cryptiques. En raison de l'introduction des truites, ils sont souvent exclus ou peu présents des rivières principales plus peuplées, mais peuvent se rencontrer dans les bras de rivières ou les affluents plus petits.
Comme Galaxais vulgaris est un poisson qui ne migre pas, les populations sont confinées aux cours d'eau où ils sont nés. Et comme ils ne vont pas dans les milieux marins, ils sont isolées des populations des autres systèmes fluviaux. Souvent, la seule interaction entre les populations des différentes bassins versants se fait lors de fortes inondations.

## Description
Galaxias vulgaris peut mesurer jusqu'à 100 mm de longueur FL (FL = pointe du museau à l'extrémité des rayons de la nageoire caudale ; utilisée pour les poissons présentant une caudale fourchue). Il a une grande bouche avec une mâchoire inférieure un peu plus courte, les narines pincées et une face arrondi. Les nageoires sont épaisses et charnues. Les nageoires pectorales sont petite et désactivé. Le pédoncule caudal long et mince, dont la longueur est d'environ 1,5 fois la largeur.
Il est moucheté de brun/gris/olive pour se camoufler sur les graviers qui est son habitat. Il a de très variable cerclage noir ou des marbrures le long de son dos. Cette pigmentation est tellement efficace comme camouflage, qu'elle lui permet de sortir de son abri sous les rochers pour passer du temps dans des espaces plus ouverts de la rivière et ce avec une relative sécurité. 
Galaxias vulgaris est facilement confondu avec Galaxias brevipinnis qui n'a les yeux que légèrement rapprochés, alors que les yeux de G. vulgaris sont plus gros et plus rapprochés l'un de l'autre et, par conséquent, plus visibles vus de dessus. Galaxias vulgaris peut encore se distinguer des autres espèces de Galaxias par sa pigmentation marbré moins dense, et par son corps légèrement plus grand et plus large que les autres espèces.

## Cycle de vie / phénologie
Contrairement à de nombreuses autres espèces du genre, Galaxis vulgaris est une espèce non-migratrices qui passe tout son cycle de vie en eau douce. La Fraie se produit sur la période de août à septembre. La femelle pond des centaines de milliers d'œufs sous les rochers (le nombre d'œufs pondus dépend des conditions de l'environnement) que le mâle féconde puis assure leur garde temporairement. Le « nid » est nettoyé par le mâle, et est généralement utilisé par plusieurs femelles. Jones déclare que Galaxias vulgaris pond une plus grande quantité d'œufs, mais de petite taille, que d'autres espèces de poissons non-migrateurs. Cela permet une colonisation ou re-colonisation relativement rapide de l'habitat. Toutefois la présence d'espèces prédatrices, combinée avec une maturation tardive et un fort taux de mortalité juvénile atténue leur capacité à accroître leurs populations. Cadwallader a remarqué un taux de mortalité très élevé chez les adultes, en particulier les mâles après la reproduction.
Les œufs éclosent après 3-4 semaines pour donner des larves d'environ 7 ou 8 mm et la forme des bancs dans les zones de faibles écoulement des bords de ruisseaux. Ils restent dans ces zones peu profondes jusqu'à ce qu'ils atteignent une taille d'environ 35 mm de long. À cette taille, ils ont développé le camouflage nécessaire pour se fondre dans le gravier, et ils se séparent du banc. Cadwallader a constaté que les poissons juvéniles devenaient matures et capables de se reproduire au début de l'automne. Il a également constaté que la maturité sexuelle est principalement contrôlée par la taille des poissons plutôt que leur age et ce avec une valeur moyenne d'environ 59 mm.

## Régime alimentaire
Galaxias vulgaris se nourrit majoritairement de nymphes et de larves d'invertébrés. Ce sont principalement des poissons de fond de rivière, qui se nourrissent à la fois de matière qui dérive et par la méthode benthique. Il a été observé que Galaxias vulgaris est actif la nuit. Pendant la journée, le poisson reste caché dans le substrat de la rivière. Immédiatement après le coucher du soleil, ils se laissent dériver pour s'alimenter dans le courant d'eau, et, plus tard dans la nuit, il change pour s'alimenter sur le benthos. L'alimentation se fait durant la soirée et la nuit afin qu'ils puissent passent la journée cachés sous les pierres et dans le gravier. Ils s'alimentent dans le courant ou en cherchant les proies dans le benthos qu'ils remuent en avançant. Leur nourriture se compose de petits  invertébrés de ruisseaux tels que des mouches de pierre et éphémères mais ils s'attaquent à des proies plus grosses quand ils sont à la dérive. Cadwallader a constaté que les individus vivant dans des eaux à faible courant, se nourrissaient à une profondeur moyenne à la façon des espèces de truites introduites. L'étude de la composition de l'estomac, de Galaxias vulgaris a montré une grande abondance de larves de trichoptères, de larves de Corydalinae, de larves de Deleatidium sp. (éphémère), des Diptères aquatiques, des Elimidae (moucherons) adultes ou larves et des insectes terrestres.

## Prédateurs, parasites et maladies
Les principaux prédateurs de Galaxias vulgaris sont les salmonidés Oncorhynchus mykiss (truite arc-en ciel) et Salmo trutta (truite). Woodford et McIntosh ont constaté que les populations de Galaxis vulgaris ont été fortement affectées par les populations de truites. À l'inverse, les populations qui ont été épargnées par la prédation (généralement en raison de l'isolement géographique) se situaient à des altitudes plus élevées et étaient plus stables que celles confrontées à la truite. La prédation par truite se produit à tous les stade du cycle de vie de Galaxias vulgaris, même si les juvéniles y sont particulièrement vulnérables.

## Utilisation culturelle
Il n'y a pas d'utilisation culturelle de Galaxias vulgaris.

## Protection et conservation
En 2014, le Département de la Conservation de Nouvelle-Zélande a classé G. vulgaris comme « À Risque de déclin » avec le qualificatif de « A(2/1) - Total de la zone occupée ≤ 1 000 ha (10 km2), déclin envisagé de 10% à 30% »". Ainsi, en 2014, l'UICN a classé l’espèce en « Préoccupation mineure », signifiant un déclin lent.
Les domaines où Galaxias vulgaris habitent sont compris dans des zones gérées par le Ministère de l'Environnement de Nouvelle-Zélande, ce qui signifie que ces zones sont protégées, bien qu'il existe toujours une grande menace de l'invasion des salmonidés. La diminution d'habitat due à l'augmentation de l'irrigation pour l'agriculture est une menace pour Galaxias vulgaris. L'Union Internationale pour la Conservation de la Nature note qu'il y a un risque accru de perte d'habitat à cause du remaniement des terres dans la région pastorales de l’île du sud. Une grande partie des terres est devenue franche et comprend l'habitat de Galaxias vulgaris. Il est maintenant possible d'utiliser ces terres à des fins agricoles, mettant en danger l'habitat de Galaxias vulgaris. Ce petit poisson n'est cependant pas classé comme « Menacé ».

## Systématique
Le nom valide complet (avec auteur) de ce taxon est Galaxias vulgaris Stokell (d), 1949.

### Étymologie
Son épithète spécifique, du latin vulgaris, « multitude », fait référence à ce poisson de famille des Galaxiidae abondant et présentant une grande aire de répartition

### Publication originale
- G. Stokell, « The systematic arrangement of the New Zealand Galaxiidae. Pt. II. Specific classification », Transactions and Proceedings of the Royal Society of New Zealand, Nouvelle-Zélande, vol. 77,‎ 1949, p. 472-496 (ISSN 1176-6166).